# Владан Видаковић
Владан Видаковић (Нови Сад, 1999) српски је фудбалер који тренутно игра за Ивердон спорт.

## Каријера
Видаковић је рођен у Новом Саду где је наступао у млађим клупским категоријама Војводине, док је као омладинац прешао у редове Вождовца. Ту се задржао од 2016. до 2018. године, после чега је уступљен београдском српсколигашу Радничком из Обреновца. За тај клуб је наступао као бонус играч, док је крајем календарске 2018. напустио Вождовац. У истом својству играо је и за кулски Хајдук у другом делу такмичарске 2018/19. Лета 2019. године, Видаковић је потписао уговор са суботичким Спартаком. У јулу 2022. Видаковић је прешао у Марибор. Међутим, неколико месеци касније, прослеђен је на позајмицу Динаму из Батумија за такмичарску 2023. Тај споразум је средином година раскинут, а Видаковић је за сезону 2023/24. позајмљен суботичком Спартаку. Забележио је један погодак, на сусрету 7. кола с Војводином. У јануару 2024. потписао је за швајцарски Ивердон спорт.

## Репрезентација
Почетком јуна 2015. године, Видаковић је са репрезентацијом узраста до 16 година старости учествовао на меморијалном турниру названом по Миљану Миљанићу који је одржан на Стадиону Чукаричког. На јесен исте године дебитовао је за кадетску селекцију на пријатељском сусрету са вршњацима из Босне и Херцеговине, док је у децембру наступио и у двомечу са екипом Мађарске. У фебруару 2017. био је позван на селективни камп млађе омладинске репрезентације, код тренера Милоша Велебита. Нешто касније, у мају те године наступио је у двомечу са одговарајућом екипом Чешке.

## Статистика

### Клупска
Ажурирано 24. јануара 2024.
|                                |          |                       |     |   |   |   |   |   |     |    |     |   |  |  |
| Вождовац                       | 2016/17. | Суперлига Србије      | 0   | 0 | 0 | 0 | — | — | —   | —  | 0   | 0 |  |  |
| Вождовац                       | 2017/18. | Суперлига Србије      | 0   | 0 | 0 | 0 | — | — | —   | —  | 0   | 0 |  |  |
| Вождовац                       | Укупно   | Укупно                | 0   | 0 | 0 | 0 | — | — | —   | —  | 0   | 0 |  |  |
|                                |          |                       |     |   |   |   |   |   |     |    |     |   |  |  |
| Раднички Обреновац (позајмица) | 2018/19. | Српска лига Београд   | 6   | 1 | — | — | — | — | —   | —  | 6   | 1 |  |  |
|                                |          |                       |     |   |   |   |   |   |     |    |     |   |  |  |
| Хајдук Кула                    | 2018/19. | Српска лига Војводина | 15  | 7 | — | — | — | — | —   | —  | 15  | 7 |  |  |
|                                |          |                       |     |   |   |   |   |   |     |    |     |   |  |  |
| Спартак Суботица               | 2019/20. | Суперлига Србије      | 24  | 2 | 2 | 0 | — | — | —   | —  | 26  | 2 |  |  |
| Спартак Суботица               | 2020/21. | Суперлига Србије      | 32  | 3 | 3 | 0 | — | — | —   | —  | 35  | 3 |  |  |
| Спартак Суботица               | 2021/22. | Суперлига Србије      | 30  | 1 | 0 | 0 | — | — | —   | —  | 30  | 1 |  |  |
| Спартак Суботица               | 2022/23. | Суперлига Србије      | 2   | 0 | — | — | — | — | —   | —  | 2   | 0 |  |  |
| Спартак Суботица (позајмица)   | 2023/24. | Суперлига Србије      | 17  | 1 | 0 | 0 | — | — | —   | —  | 17  | 1 |  |  |
| Спартак Суботица (позајмица)   | Укупно   | Укупно                | 105 | 7 | 5 | 0 | — | — | —   | —  | 110 | 7 |  |  |
|                                |          |                       |     |   |   |   |   |   |     |    |     |   |  |  |
| Марибор                        | 2022/23. | Прва лига Словеније   | 8   | 0 | 1 | 0 | 4 | 0 | —   | —  | 13  | 0 |  |  |
|                                |          |                       |     |   |   |   |   |   |     |    |     |   |  |  |
| Динамо Батуми (позајмица)      | 2023.    | Прва лига Грузије     | 12  | 0 | — | — | — | — | —   | —  | 12  | 0 |  |  |
|                                |          |                       |     |   |   |   |   |   |     |    |     |   |  |  |
| Луцерн (позајмица)             | 2023/24. | Суперлига Швајцарске  | 1   | 0 | — | — | — | — | —   | —  | 1   | 0 |  |  |
|                                |          |                       |     |   |   |   |   |   |     |    |     |   |  |  |
| Каријера                       | 147      | 15                    | 6   | 0 | 4 | 0 | — | — | 157 | 15 |     |   |  |  |
|                                |          |                       |     |   |   |   |   |   |     |    |     |   |  |  |

### Утакмице у дресу репрезентације
| Репрезентација Србије у узрасту до 16 година старости | Репрезентација Србије у узрасту до 16 година старости | Репрезентација Србије у узрасту до 16 година старости | Репрезентација Србије у узрасту до 16 година старости | Репрезентација Србије у узрасту до 16 година старости | Репрезентација Србије у узрасту до 16 година старости | Репрезентација Србије у узрасту до 16 година старости | Репрезентација Србије у узрасту до 16 година старости | Репрезентација Србије у узрасту до 16 година старости | Репрезентација Србије у узрасту до 16 година старости |
| #                                                     | Датум                                                 | Такмичење                                             | Локација                                              | Домаћин                                               | Резултат                                              | Гост                                                  | Гол                                                   | Реф.                                                  |                                                       |
| ----------------------------------------------------- | ----------------------------------------------------- | ----------------------------------------------------- | ----------------------------------------------------- | ----------------------------------------------------- | ----------------------------------------------------- | ----------------------------------------------------- | ----------------------------------------------------- | ----------------------------------------------------- | ----------------------------------------------------- |
| 1.                                                    | 2. јун 2015.                                          | Меморијални турнир „Миљан Миљанић”                    | Стадион Чукаричког, Баново Брдо                       | Србија                                                | 2 : 1                                                 | Словачка                                              |                                                       | [ 38 ]                                                |                                                       |
| 2.                                                    | 3. јун 2015.                                          | Меморијални турнир „Миљан Миљанић”                    | Кућа фудбала, Стара Пазова                            | Србија                                                | 2 : 3                                                 | Русија                                                |                                                       | [ 39 ]                                                |                                                       |
| 3.                                                    | 5. јун 2015.                                          | Меморијални турнир „Миљан Миљанић”                    | Стадион Чукаричког, Баново Брдо                       | Србија                                                | 0 : 0                                                 | Хрватска                                              |                                                       | [ 40 ]                                                |                                                       |
| 3                                                     | Укупан број утакмица и постигнутих погодака           | Укупан број утакмица и постигнутих погодака           | Укупан број утакмица и постигнутих погодака           | Укупан број утакмица и постигнутих погодака           | Укупан број утакмица и постигнутих погодака           | Укупан број утакмица и постигнутих погодака           | 0                                                     |                                                       |                                                       |

| Репрезентација Србије у узрасту до 17 година старости | Репрезентација Србије у узрасту до 17 година старости | Репрезентација Србије у узрасту до 17 година старости | Репрезентација Србије у узрасту до 17 година старости | Репрезентација Србије у узрасту до 17 година старости | Репрезентација Србије у узрасту до 17 година старости | Репрезентација Србије у узрасту до 17 година старости | Репрезентација Србије у узрасту до 17 година старости | Репрезентација Србије у узрасту до 17 година старости | Репрезентација Србије у узрасту до 17 година старости |
| #                                                     | Датум                                                 | Такмичење                                             | Локација                                              | Домаћин                                               | Резултат                                              | Гост                                                  | Гол                                                   | Реф.                                                  |                                                       |
| ----------------------------------------------------- | ----------------------------------------------------- | ----------------------------------------------------- | ----------------------------------------------------- | ----------------------------------------------------- | ----------------------------------------------------- | ----------------------------------------------------- | ----------------------------------------------------- | ----------------------------------------------------- | ----------------------------------------------------- |
| 1.                                                    | 24. септембар 2015.                                   | Пријатељска утакмица                                  | Кућа фудбала, Стара Пазова                            | Србија                                                | 4 : 0                                                 | Босна и Херцеговина                                   |                                                       | [ 21 ]                                                |                                                       |
| 2.                                                    | 8. децембар 2015.                                     | Пријатељска утакмица                                  | Кућа фудбала, Стара Пазова                            | Србија                                                | 4 : 1                                                 | Мађарска                                              |                                                       | [ 22 ]                                                |                                                       |
| 3.                                                    | 10. децембар 2015.                                    | Пријатељска утакмица                                  | Кућа фудбала, Стара Пазова                            | Србија                                                | 1 : 1                                                 | Мађарска                                              |                                                       | [ 23 ]                                                |                                                       |
| 3                                                     | Укупан број утакмица и постигнутих погодака           | Укупан број утакмица и постигнутих погодака           | Укупан број утакмица и постигнутих погодака           | Укупан број утакмица и постигнутих погодака           | Укупан број утакмица и постигнутих погодака           | Укупан број утакмица и постигнутих погодака           | 0                                                     |                                                       |                                                       |

| Репрезентација Србије у узрасту до 18 година старости | Репрезентација Србије у узрасту до 18 година старости | Репрезентација Србије у узрасту до 18 година старости | Репрезентација Србије у узрасту до 18 година старости | Репрезентација Србије у узрасту до 18 година старости | Репрезентација Србије у узрасту до 18 година старости | Репрезентација Србије у узрасту до 18 година старости | Репрезентација Србије у узрасту до 18 година старости | Репрезентација Србије у узрасту до 18 година старости | Репрезентација Србије у узрасту до 18 година старости |
| #                                                     | Датум                                                 | Такмичење                                             | Локација                                              | Домаћин                                               | Резултат                                              | Гост                                                  | Гол                                                   | Реф.                                                  |                                                       |
| ----------------------------------------------------- | ----------------------------------------------------- | ----------------------------------------------------- | ----------------------------------------------------- | ----------------------------------------------------- | ----------------------------------------------------- | ----------------------------------------------------- | ----------------------------------------------------- | ----------------------------------------------------- | ----------------------------------------------------- |
| 1.                                                    | 16. мај 2017.                                         | Пријатељска утакмица                                  | Кућа фудбала, Стара Пазова                            | Србија                                                | 0 : 2                                                 | Чешка                                                 |                                                       | [ 26 ]                                                |                                                       |
| 2.                                                    | 18. мај 2017.                                         | Пријатељска утакмица                                  | Кућа фудбала, Стара Пазова                            | Србија                                                | 3 : 1                                                 | Чешка                                                 |                                                       | [ 27 ]                                                |                                                       |
| 2                                                     | Укупан број утакмица и постигнутих погодака           | Укупан број утакмица и постигнутих погодака           | Укупан број утакмица и постигнутих погодака           | Укупан број утакмица и постигнутих погодака           | Укупан број утакмица и постигнутих погодака           | Укупан број утакмица и постигнутих погодака           | 0                                                     |                                                       |                                                       |